# 揖斐・長良川橋梁 (関西本線)

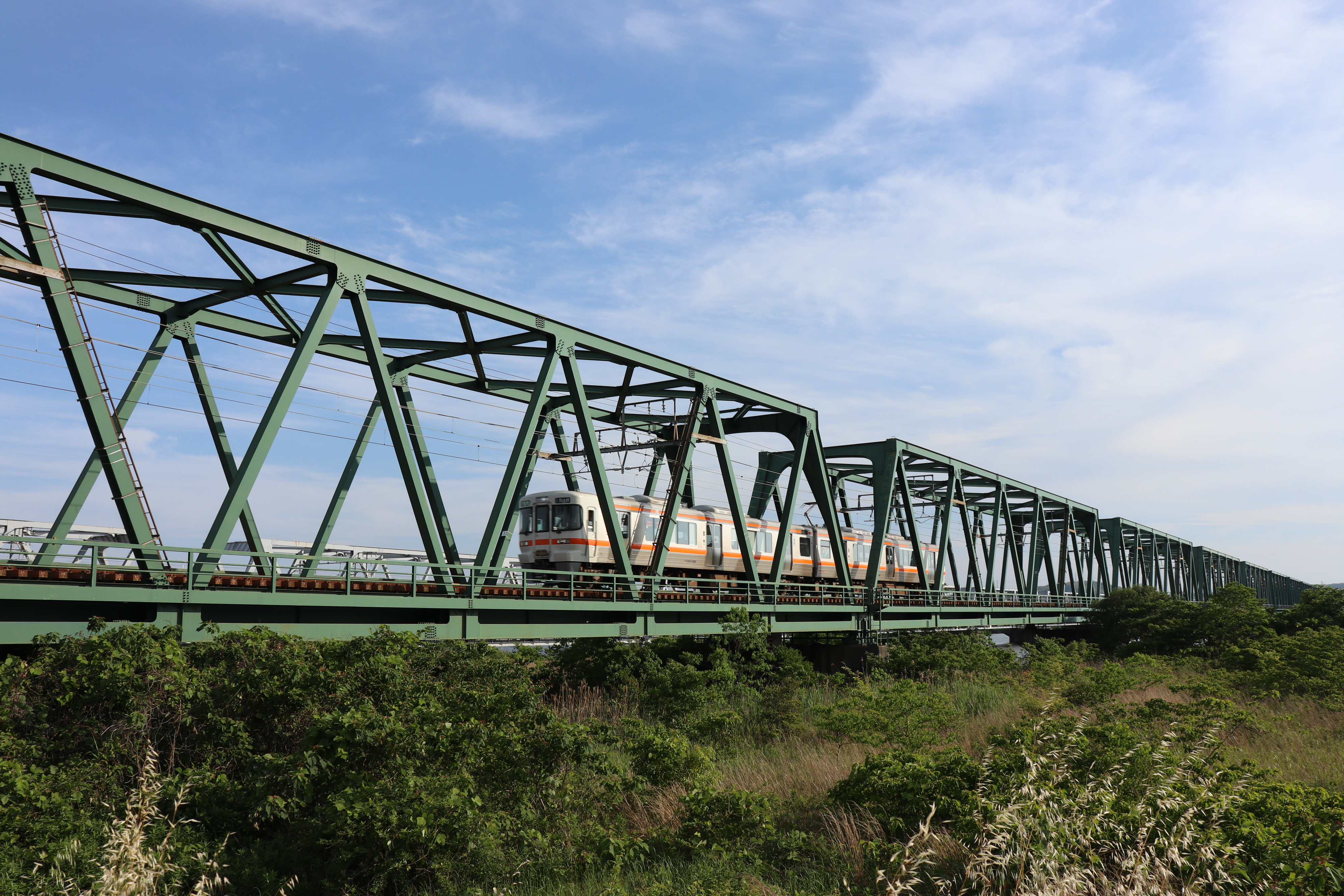
長良川左岸側

揖斐・長良川橋梁（いび・ながらがわきょうりょう）は、三重県桑名市内の揖斐川・長良川に架かるJR関西本線の橋梁である。

## 概要
桑名駅と長島駅の間に架かる鉄道橋である。
現在の橋梁は3代目である。初代は伊勢電気鉄道に払い下げられ、近鉄名古屋線の揖斐・長良川橋梁として、1959年（昭和34年）まで使用された。

## 諸元
- 完成：1979年（昭和54年）
- 延長：914.4m・15連・複線式・下路平行弦ワーレントラス
- 区間：三重県桑名市東沙上～桑名市長島町西外面

## 沿革
- 1895年（明治28年） - 関西鉄道により完成する。
- 1907年（明治40年）10月1日 - 関西鉄道が国有化。関西本線になる。
- 1928年（昭和3年） - 2代目揖斐・長良川橋梁が完成する。初代の橋梁は後に伊勢電気鉄道に払い下げられる。
- 1945年（昭和20年） - 近鉄名古屋線の揖斐・長良川鉄橋が7月の空襲により不通となる。関西本線の揖斐・長良川鉄橋を代替線として用いるため、近鉄名古屋線と関西本線との間に連絡線を設け、関西本線の揖斐・長良川鉄橋を一時的に電化する[1]。1946年（昭和21年）4月末まで行なわれた[1][2]。
- 1979年（昭和54年） - 現在の3代目揖斐・長良川橋梁が完成する。

## 隣の橋

### 長良川
（上流）長良川大橋 - 揖斐長良川水管橋 - 揖斐長良川橋（東名阪自動車道） - 揖斐・長良川橋梁（JR関西本線）- 揖斐・長良川橋梁（近鉄名古屋線） - 伊勢大橋（国道1号） - 長良川河口堰 - 揖斐長良大橋（国道23号（名四国道）） - 湾岸揖斐川橋（伊勢湾岸自動車道）（下流・河口）

### 揖斐川
（上流）油島大橋 - 揖斐長良川水管橋 - 揖斐長良川橋（東名阪自動車道） - 揖斐・長良川橋梁（JR関西本線） - 揖斐・長良川橋梁（近鉄名古屋線） - 伊勢大橋（国道1号） - 揖斐長良大橋（国道23号（名四国道）） - 湾岸揖斐川橋（伊勢湾岸自動車道）（下流・河口）